# Catalogus baronum
Der Catalogus baronum besteht aus einem normannischen Verzeichnis von Lehensträgern und ihren militärischen Leistungsverpflichtungen aus dem festländischen Teil des Königreichs Sizilien (ohne Kalabrien), das zuerst unter Roger II. angelegt worden ist, einem Verzeichnis der milites von Arce, Sora und Aquino aus dem Jahre 1175 sowie einer Liste von Lehensträgern der Capitanata, die 1239/1240 angelegt worden ist. Der Begriff wurde von Carlo Borrelli geprägt, der 1643 diese Texte erstmals ediert hat. In der wissenschaftlichen Literatur wird der Begriff in der Regel für Verweise auf den ersten Teil angewandt.

## Überlieferung
Nach einer staufischen Abschrift waren die Texte im angiovinischen Kanzleiregister 242 aus dem Jahre 1322, fol. 13–63 eingetragen worden (durch Kriegseinwirkung ebenso wie das Originalregister Friedrichs II. 1943 verloren gegangen). Insgesamt enthalten die Texte 1442 Einträge unterschiedlichen Umfangs.

## Inhalt
Der Quaternus magne expeditionis (Heft des großen Feldzugs) wurde 1150–1152 in einer ersten Redaktion unter Roger II. angelegt, dann unter Wilhelm II. in den Jahren 1167/1168 überprüft und mit einem augmentum (Zuschlag) versehen. Ziel der Revision war nicht die Ergänzung von Unterlagen, obwohl in den Abruzzen und in Teilen Apuliens gelegentlich quaterniones curie als Grundlage der Untersuchung genannt werden. Vielmehr sollten die Unterlagen für ein erweitertes Aufgebot zusammengestellt werden, das im Bedarfsfalle aufgeboten werden konnte. Es handelte sich um eine Vorsichtsmaßnahme, ein konkreter Anlass ist nicht erkennbar. Sofern die wirtschaftlichen Verhältnisse des einzelnen Lehensträgers es gestatteten, sollte pro augmento eine Verdoppelung des planmäßigen Aufgebots gestellt werden. Zum Aufgebot werden außer den Kampfreitern auch servientes registriert, in der Regel im Verhältnis 2:1. Kirchen waren an sich von militärischen Leistungen freigestellt, im Rahmen der Vorbereitungen für den großen Feldzug wurde jedoch eine Beteiligung pro auxilio magne expeditionis eingeplant.  
Die Liste von 1175 (Nr. 1263–1372) hat in der Handschrift keinen eigenen Titel.
Die staufische Liste für die Capitanata (Pheudatarii iusticiaratus Capitanatae) ist nach weltlichen (Nr. 1373–1427) und geistlichen Lehensträgern (Nr. 1428–1442) geteilt.
Für unsere Kenntnis des normannischen und staufischen Adels im festländischen Teil des Königreichs ist der Catalogus eine wichtige Quelle, die in den europäischen Reichen des 12. Jahrhunderts keine Parallele hat. Ähnlichkeiten bestehen zum Domesday Book, das im normannischen England entstanden ist, jedoch eine andere Zielsetzung hat.